# Eunice Barber
Eunice Barber (ur. 17 listopada 1974 w Freetown) – francuska lekkoatletka, wieloboistka, skoczkini w dal, do 1999 roku reprezentantka Sierra Leone. Dwukrotna mistrzyni świata, uczestniczka mistrzostw Europy i halowych mistrzostw świata, wielokrotna triumfatorka Pucharu Europy i Światowego Finału IAAF. Uczestniczka igrzysk olimpijskich w Barcelonie, Atlancie, Sydney i Atenach.

## Życiorys
Spędziła swą młodość w Sierra Leone, po raz pierwszy przyjechała do Francji w 1990 roku na zaproszenie tamtejszego komitetu olimpijskiego. Trzy lata później na stale zamieszkała we Francji, przede wszystkim z powodu trwającej wówczas wojny domowej w Sierra Leone.

## Przebieg kariery
W 1992 roku brała udział w igrzyskach olimpijskich w Barcelonie. Startowała w trzech konkurencjach – w biegu na 100 m przez płotki zajęła 7. miejsce w grupie eliminacyjnej z czasem 15,01; w skoku w dal również odpadła w eliminacjach, na których finalnie zajęła 14. miejsce z rezultatem 5,55 m; natomiast w siedmioboju uzyskała końcowy rezultat 4530 pkt. i z tym wynikiem zajęła 26. miejsce w gronie wszystkich wieloboistek.
Rok później zadebiutowała na mistrzostwach świata w Stuttgarcie, w ich ramach startowała wyłącznie w siedmioboju i nie zdołała go ukończyć. Na kolejnych mistrzostwach świata (rozgrywanych w Göteborgu) zajęła 4. miejsce w konkurencji siedmioboju, na igrzyskach afrykańskich zaś wywalczyła złoty medal w konkurencji skoku w dal.
Była uczestniczką igrzysk olimpijskich w Atlancie, w trakcie których wystąpiła w trzech konkurencjach. Na eliminacjach zakończyła start w konkurencji skoku w dal (zajęła w grupie 6. miejsce z wynikiem 6,45 m) oraz sztafety 4 × 100 m (sierraleońska ekipa została w tej fazie rozgrywek zdyskwalifikowana), natomiast w konkurencji siedmioboju uzyskała końcowy wynik 6342 pkt. plasujący ją na 5. miejscu.
W 1997 roku brała udział w mistrzostwach świata rozgrywanych na hali (w Paryżu) oraz na stadionie (w Atenach), jednak nie zdobyła na nich żadnego medalu. Dwa lata później zaczęła reprezentować Francję na zawodach lekkoatletycznych. Pierwszym sukcesem osiągniętym przez Barber po tej zmianie było zdobycie złotego medalu na mistrzostwach świata w Sewilli (w konkurencji siedmioboju).
W swym trzecim starcie olimpijskim, który miał miejsce w Sydney, reprezentowała Francję w konkurencji siedmioboju. Zawodów w tej konkurencji nie ukończyła z powodu kontuzji.
Siedmioboju nie ukończyła także na mistrzostwach świata w 2001 roku. Przede wszystkim nie zaliczyła żadnej próby w pchnięciu kulą, w związku z czym zdecydowała się wycofać z dalszych startów. Dwa lata później zaś wywalczyła dwa medale mistrzostw świata w Paryżu, w konkurencji siedmioboju zdobyła srebrny medal, natomiast w konkurencji skoku w dal otrzymała tytuł mistrzowski.
Na igrzyskach olimpijskich w Atenach nie startowała w konkurencji siedmioboju ze względu na kontuzję. Mimo to wystąpiła w konkurencji skoku w dal, zajmując w grupie eliminacyjnej 16. miejsce z wynikiem 6,37 m.
Rok później powróciła do wysokiej formy, między innymi zdobywając dwa tytuły wicemistrzyni świata na czempionacie w Helsinkach – w skoku w dal (pierwotnie Barber zdobyła brązowy medal, ale za doping została później zdyskwalifikowana Rosjanka Tatjana Kotowa) oraz w siedmioboju (walkę o złoty medal tak jak dwa lata wcześniej przegrała ze Szwedką Caroliną Klüft).
W 2009 roku zaczęła przygotowania, z francuską reprezentacją bobslejową, do występu w zimowych igrzyskach olimpijskich w Vancouver.

## Osiągnięcia
| Rok     | Zawody                      | Miasto    | Miejsce | Konkurencja        | Wynik |
| ------- | --------------------------- | --------- | ------- | ------------------ | ----- |
| 1992    | Igrzyska olimpijskie        | Barcelona | 26.     | siedmiobój         | 4530  |
| 1992    | Igrzyska olimpijskie        | Barcelona | 7. H    | bieg na 100 m ppł  | 15,01 |
| 1992    | Igrzyska olimpijskie        | Barcelona | 14. H   | skok w dal         | 5,55  |
| 1992    | Mistrzostwa świata juniorów | Seul      | 14.     | siedmiobój         | 5048  |
| 1993    | Mistrzostwa świata          | Stuttgart | DNF     | siedmiobój         | N/A   |
| 1995    | Mistrzostwa świata          | Göteborg  | 4.      | siedmiobój         | 6340  |
| 1995    | Igrzyska afrykańskie        | Harare    | złoto   | skok w dal         | 6,70  |
| 1996    | Igrzyska olimpijskie        | Atlanta   | 5.      | siedmiobój         | 6342  |
| 1996    | Igrzyska olimpijskie        | Atlanta   | 6. H    | skok w dal         | 6,45  |
| 1996    | Igrzyska olimpijskie        | Atlanta   | DSQ H   | sztafeta 4 × 100 m | N/A   |
| 1997    | Halowe mistrzostwa świata   | Paryż     | 6.      | pięciobój          | 4558  |
| 1997    | Halowe mistrzostwa świata   | Paryż     | NM H    | skok w dal         | N/A   |
| 1997    | Mistrzostwa świata          | Ateny     | DNF     | siedmiobój         | N/A   |
| 1997    | Mistrzostwa świata          | Ateny     | 15. H   | skok w dal         | 6,19  |
| 1999    | Puchar Europy               | Paryż     | srebro  | skok w dal         | 6,82  |
| 1999    | Puchar Europy w wielobojach | Praga     | złoto   | siedmiobój         | 6505  |
| 1999    | Mistrzostwa świata          | Sewilla   | złoto   | siedmiobój         | 6861  |
| 1999    | Mistrzostwa świata          | Sewilla   | 6. QF   | bieg na 100 m ppł  | 13,09 |
| 2000    | Igrzyska olimpijskie        | Sydney    | DNF     | siedmiobój         | N/A   |
| 2001    | Puchar Europy               | Brema     | srebro  | skok w dal         | 6,71  |
| 2001    | Mistrzostwa świata          | Edmonton  | DNF     | siedmiobój         | N/A   |
| 2003    | Puchar Europy               | Florencja | złoto   | skok w dal         | 6,76  |
| 2003    | Mistrzostwa świata          | Paryż     | srebro  | siedmiobój         | 6755  |
| 2003    | Mistrzostwa świata          | Paryż     | złoto   | skok w dal         | 6,99  |
| 2003    | Światowy Finał IAAF         | Monako    | złoto   | skok w dal         | 7,05  |
| 2004    | Igrzyska olimpijskie        | Ateny     | 16. H   | skok w dal         | 6,37  |
| 2005    | Mistrzostwa świata          | Helsinki  | srebro  | siedmiobój         | 6824  |
| 2005    | Mistrzostwa świata          | Helsinki  | srebro  | skok w dal         | 6,76  |
| 2005    | Światowy Finał IAAF         | Monako    | brąz    | skok w dal         | 6,51  |
| 2006    | Puchar Europy               | Malaga    | złoto   | skok w dal         | 6,61  |
| 2006    | Mistrzostwa Europy          | Göteborg  | DNF     | siedmiobój         | N/A   |
| 2007    | Puchar Europy               | Monachium | złoto   | skok w dal         | 6,73  |
| 2007    | Mistrzostwa świata          | Osaka     | 8. H    | skok w dal         | 6,51  |
| Źródło: |                             |           |         |                    |       |

## Rekordy życiowe
- bieg na 100 m – 11,52 (20 lipca 2006, Nancy)
- bieg na 200 m – 23,53 (3 lipca 1999, Praga)
- bieg na 800 m – 2:10,55 (27 maja 2001, Götzis)
- bieg na 100 m ppł – 12,78 (4 sierpnia 2001, Edmonton)
- skok wzwyż – 1,93 (21 sierpnia 1999, Sewilla)
- skok w dal – 7,05 (14 września 2003, Monako)
- pchnięcie kulą – 14,12 (12 czerwca 2007, Noisy-le-Grand)
- rzut oszczepem – 53,10 (15 lipca 2005, Angers)
- rzut oszczepem (stary model) – 52,44 (10 sierpnia 1995, Göteborg)
- siedmiobój – 6889 pkt. (5 czerwca 2005, Arles)

Halowe
- bieg na 60 m – 7,36 (13 stycznia 2000, Liévin)
- bieg na 200 m – 24,01 (13 stycznia 2000, Liévin)
- bieg na 800 m – 2:18,17 (7 marca 1997, Paryż)
- bieg na 60 m ppł – 8,11 (22 stycznia 2000, Sindelfingen)
- skok wzwyż – 1,80 (7 marca 1997, Paryż)
- skok w dal – 6,86 (15 lutego 1998, Bordeaux)
- pchnięcie kulą – 13,05 (7 marca 1997, Paryż)
- pięciobój – 4558 pkt. (7 marca 1997, Paryż)

Źródło: 